# Diablo: Hellfire
Diablo: Hellfire, presentato solo come Hellfire, è l'espansione di Diablo pubblicata nel 1997 per Windows. È stata sviluppata da Synergistic Software e pubblicata da Sierra On-Line; è stato autorizzato da Blizzard Entertainment, che tuttavia non ha preso parte al progetto.

## Trama
La trama di Hellfire è separata rispetto a quella dell'originale Diablo: un mago, mentre eseguiva un rituale, ha rilasciato senza volerlo il demone Na-Krul vicino alla città di Tristram: ma poco prima che riesca a scappare del tutto riesce a chiudere le porte del dungeon. Il nostro compito è quello di avventurarci nei sotterranei e fermare la minaccia.

## Modalità di gioco
L'espansione aggiunge un nuovo dungeon (dedicato a personaggi di livelli medio-alti) e un nuovo personaggio (oltre che due nascosti); inoltre sono stati inseriti nuovi incantesimi e nuovi oggetti, in particolare le rune (che ritorneranno anche in Diablo 2).

### Personaggi
I personaggi introdotti nell'espansione sono tre:
- un monaco, abile con il bastone e con la magia, ha più difesa se equipaggiato con corazze leggere, la class skill è search;
- un barbaro, può usare le spade a due mani con una mano sola, non può lanciare incantesimi, aumenta le resistenze ad ogni livello;
- un bardo, può usare due armi a una mano contemporaneamente, la class skill è identify.

Questi ultimi due personaggi non sono selezionabili normalmente, ma vanno attivati modificando un file del gioco.